# Lorenzo Batecin
Lorenzo Batecin (fl. XVI secolo) è stato un artigiano italiano del XVI secolo.
Costruttore di strumenti scientifici, attivo a Venezia nel XVI secolo, è noto perché il suo nome compare inciso in un raro "compasso topografico militare con orologio solare equinoziale" o "calibro per proiettili" realizzato in ottone dorato e già presente nelle cinquecentesche collezioni medicee.
Il particolare tipo di calibro, opera di Batecin, è "munito di bussola bilicata e di orologio solare equinoziale, le gambe presentano fori per il traguardo delle altezze ed il suo uso, prettamente militare, permetteva la misurazione del calibro di proiettili." Nel perno di unione è raffigurato il Leone di San Marco.